# Tuias
Tuias ist ein Ort und eine ehemalige Gemeinde (Freguesia) im portugiesischen Kreis Marco de Canaveses. Die Gemeinde hatte 4123 Einwohner (Stand 30. Juni 2011).
Am 29. September 2013 wurden die Gemeinden Tuias, Fornos, Rio de Galinhas, Freixo und São Nicolau zur neuen Gemeinde Marco zusammengeschlossen. Tuias ist Sitz dieser neu gebildeten Gemeinde.